# Hrebinky
Hrebinky (ukr. Гребінки, pol. Hrebionki) – osiedle typu miejskiego na Ukrainie, w obwodzie kijowskim, w rejonie białocerkiewskim. W 2020 osiedle liczyło 5736 mieszkańców.
Miejscowość założona w 1612. Hrebionki przynależały do województwa kijowskiego Korony Królestwa Polskiego i według wojewódzkiej taryfy podatku podymnego w 1754 we wsi znajdowało się 60 domów. Wieś została zajęta przez Rosję w II rozbiorze Polski (1793). Była częścią dóbr Branickich herbu Korczak z siedzibą w Białej Cerkwi.